# مارتی ریوولا
مارتی ریوولا (انگلیسی: Martí Riverola؛ زادهٔ ۲۶ ژانویهٔ ۱۹۹۱) بازیکن فوتبال اهل اسپانیا است.
از باشگاه‌هایی که در آن بازی کرده‌است می‌توان به باشگاه ورزشی رئال مایورکا، باشگاه فوتبال فوجا، باشگاه فوتبال بولونیا، باشگاه فوتبال بارسلونا بی، باشگاه فوتبال رایندورف آلتاخ، باشگاه فوتبال ویتس‌آرنهم، و باشگاه فوتبال بارسلونا اشاره کرد.